# Okręg Castres
Okręg Castres (fr. Arrondissement de Castres) – okręg w południowo-zachodniej Francji. Populacja wynosi 178 tysięcy.

## Podział administracyjny
W skład okręgu wchodzą następujące kantony:
- Anglès,
- Brassac,
- Castres-Est,
- Castres-Nord,
- Castres-Ouest,
- Castres-Sud,
- Cuq-Toulza,
- Dourgne,
- Graulhet,
- Labruguière,
- Lacaune,
- Lautrec,
- Lavaur,
- Mazamet-Nord-Est,
- Mazamet-Sud-Ouest,
- Montredon-Labessonnié,
- Murat-sur-Vèbre,
- Puylaurens,
- Roquecourbe,
- Saint-Amans-Soult,
- Saint-Paul-Cap-de-Joux,
- Vabre,
- Vielmur-sur-Agout.